# Psalm 85
Psalm 85 – jeden z utworów zgromadzonych w biblijnej Księdze Psalmów. Zaliczany do dzieł Synów Koracha. W numeracji Septuaginty psalm ten nosi numer 84.

## Teologia Psalmu
Psalm  koncentruje się na wojnie, jakiej doświadcza Izrael. Podmiot liryczny prosi o powtórzenie cudów ocalenia, znanych z historii. W odpowiedzi Najwyższy daje wyrocznie pokoju. Według psalmisty zwycięstwo i odmiana losu narodu wybranego zależy od Bożej decyzji. Boży wyrok jest silnie związany z postawą, jaką przyjmą Izraelici. Tylko odwrócenie się od grzechu może zapewnić ochronę Bożą. Ostatnia strofa utworu stanowi obraz powszechnej skruchy i odnowy kraju. Obietnice Boże wydają się być silnie zakorzenione w świadomości psalmisty i całego narodu. Odwoływanie się do nich stanowi głębie i sedno przymierza z Bogiem. Nawet konieczność ukarania win nie niszczy planu zbawienia ludzi.

## Symbolika
- Wyzwoliłeś Jakuba (Izrael) z niewoli – zwrot prawdopodobnie dotyczy niewoli babilońskiej. Imię Jakub w kontekście pomojżeszowym stało się synonimem narodu Izraelskiego[2].
- W utworze trzykrotnie pojawia się niejasne słowo sela, którego znaczenie nie jest dokładnie znane[4].